# آلن دوسون
آلن دوسون (انگلیسی: Alan Dowson؛ زادهٔ ۱۷ ژوئن ۱۹۷۰) بازیکن فوتبال اهل بریتانیا است.
از باشگاه‌هایی که در آن بازی کرده‌است می‌توان به باشگاه فوتبال فولام، باشگاه فوتبال دارلینگتون، باشگاه فوتبال گیتزهد، باشگاه فوتبال سلو تاون، باشگاه فوتبال والتون اند هرشام، باشگاه فوتبال میلوال، و باشگاه فوتبال برادفورد سیتی اشاره کرد.